# Ylva Elvin-Nowak
Ylva Milena Sofie Elvin-Nowak, född Nowak, född 1961, är fil dr i psykologi, legitimerad psykoterapeut och certifierad schematerapeut. Hon är biträdande verksamhetschef på Akademiskt Primärvårdscentrum i Region Stockholm. Ylva Elvin-Nowak bor på Östermalm, Stockholm, och har tre barn.